# Záměl
Záměl (en allemand : Samiel) est une commune du district de Rychnov nad Kněžnou, dans la région de Hradec Králové, en République tchèque. Sa population s'élevait à 624 habitants en 2020.

## Géographie
Záměl se trouve à 3 km au sud de Vamberk, à 8 km au sud de Rychnov nad Kněžnou, à 37 km à l'est-sud-est de Hradec Králové et à 133 km à l'est de Prague.
La commune est limitée par Vamberk au nord et à l'est, par Potštejn au sud, et par Doudleby nad Orlicí à l'ouest.

## Histoire
La première mention écrite de la localité date de 1356.